# أنتوني دي ميلو
أنتوني دي ميلو (بالإنجليزية: Anthony de Mello)‏ (و. 1931 – 1987 م) هو كاتب، وعالم عقيدة، وفيلسوف، وعالم نفس، وقسيس من الهند، والراج البريطاني، ولد في مومباي، توفي في نيويورك، عن عمر يناهز 56 عاماً، بسبب نوبة قلبية.